# 天主教貝貝拉迪教區
天主教貝貝拉迪教區（拉丁語：Dioecesis Berberatensis）是中非共和國一個羅馬天主教教區，屬班吉總教區。
1940年5月28日成立宗座監牧區，1952年3月13日升為代牧區。1955年9月14日升為教區。
教區包括桑加-姆巴埃雷省和曼貝雷-卡代省。2006年有教友78,400人（佔轄區總人口20.4%）、十六個堂區、卅五名司鐸。現任教區主教為丹尼斯·科菲·阿哥本亚迪兹。